# Shelley Berman

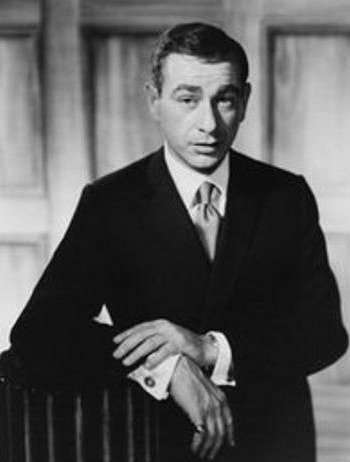

Sheldon Leonard Berman (* 3. Februar 1925 in Chicago, Illinois; † 1. September 2017 in Bell Canyon, Kalifornien) war ein US-amerikanischer Schauspieler und Komiker.

## Leben
Shelley Berman wurde als Sohn von Nathan Berman und Irene Marks in eine jüdische Familie geboren. Während des Zweiten Weltkrieges diente er in der United States Navy. Nach dem Krieg studierte er Schauspiel an der Theaterschule der DePaul University. Dort lernte er Sarah Herman kennen, die er 1947 heiratete. Beide hatten keine gemeinsamen Kinder, adoptierten allerdings Mitte der 1960er Jahre einen Sohn und eine Tochter. Ihr Sohn Joshua starb kurz vor seiner Bar Mitzwa im Alter von 12 Jahren an den Folgen eines Hirntumors.
Mit Ende seines Schauspielstudiums wurde er Mitglied einer Schauspielgruppe in Woodstock, Illinois. 1949 zog er nach New York City, um ein weiteres Schauspielstudium an der HB Studio zu absolvieren. Um seine Schauspielerei zu finanzieren, arbeitete er als Sozialarbeiter, Taxifahrer, Tanzlehrer, Verkäufer und Sprachtrainer. Er fand Arbeit am Theater und wurde Mitte der 1950er Jahre Mitglied der Improvisationstheatergruppe Compass Players, welche später in The Second City aufging. Er begann vermehrt Solostücke zu spielen und wurde schließlich von Nachtclubs als Komiker gebucht. Er wurde von Verve Records unter Vertrag genommen und nahm 1959 mit Inside Shelley Berman und Outside Shelley Berman seine ersten beiden Comedy-Alben auf. Für das erste Album wurde er ein Jahr später mit dem Grammy Award for Best Comedy Album ausgezeichnet.
Berman blieb dem Theater treu und spielte unter anderem am Off-Broadway und am Broadway. Nachdem er bereits Mitte der 1950er vereinzelt im Fernsehen zu sehen war, etablierte sich Berman ab Anfang der 1960er Jahre als Schauspieler für Nebenrollen und trat dabei in Fernsehserien wie Verliebt in eine Hexe, Notruf California und MacGyver auf. Größere Aufmerksamkeit hatte er in 13 Folgen der renommierten Comedyserie Lass es, Larry!, als er mit der Rolle des Nat David den Vater von Larry David spielte. Dafür erhielt er 2006 eine Nominierung für den Screen Actors Guild Award als Bestes Schauspielensemble in einer Comedyserie und 2008 eine Nominierung als Gastdarsteller in einer Comedyserie bei der Primetime-Emmy-Verleihung 2008. Insgesamt wirkte Berman bis zu seinem Karriereende 2012 in fast 90 Film- und Fernsehproduktionen mit.
Am 1. September 2017 starb Berman im Alter von 92 Jahren an den Folgen seiner Alzheimer-Krankheit in seinem Haus in Bell Canyon, Kalifornien.

## Filmografie (Auswahl)
- 1955: Dementia
- 1959: Peter Gunn (Fernsehserie, Folge 2x04)
- 1961: Twilight Zone (The Twilight Zone, Fernsehserie, Folge 2x27)
- 1962: Tausend Meilen Staub (Rawhide, Fernsehserie, Folge 4x15)
- 1964: Der Kandidat (The Best Man)
- 1964: Verliebt in eine Hexe (Bewitched, Fernsehserie, Folge 1x07)
- 1966: Solo für O.N.C.E.L. (The Man from U.N.C.L.E., Fernsehserie, Folge 3x04)
- 1967: Scheidung auf amerikanisch (Divorce American Style)
- 1967: Mini-Max (Get Smart, Fernsehserie, Folge 3x12)
- 1970: Haferbrei macht sexy (Every Home Should Have One)
- 1970: Mary Tyler Moore (The Mary Tyler Moore Show, Fernsehserie, Folge 1x04)
- 1972: Der Blob (Beware! The Blob)
- 1974: Notruf California (Emergency!, Fernsehserie, Folge 4x01)
- 1975: Make-up und Pistolen (Police Woman, Fernsehserie, Folge 1x19)
- 1978: Vegas (Vega$, Fernsehserie, Folge 1x07)
- 1978, 1981: CHiPs (Fernsehserie, 2 Folgen)
- 1983: Matt Houston (Fernsehserie, Folge 1x13)
- 1984: Unter Brüdern (Brothers, Fernsehserie, 2 Folgen)
- 1985: Hotel (Fernsehserie, Folge 2x24)
- 1985: Knight Rider (Fernsehserie, Folge 4x11)
- 1987: Mike Hammer (Mickey Spillane's Mike Hammer, Fernsehserie, Folge 3x17)
- 1988: Harrys wundersames Strafgericht (Night Court, Fernsehserie, Folge 5x14)
- 1989: Teen Witch (Teen Witch)
- 1991: Motorama
- 1991: MacGyver (Fernsehserie, Folge 7x01 Agenten in der Karibik)
- 1992–1993: L.A. Law – Staranwälte, Tricks, Prozesse (L.A. Law, Fernsehserie, 6 Folgen)
- 1996, 1997: Friends (Fernsehserie, 2 Folgen)
- 2000: In God We Trust (Kurzfilm)
- 2000: Letzte Ausfahrt Hollywood (The Last Producer)
- 2000: Walker, Texas Ranger (Fernsehserie, Folge 9x06 Gewaltsame Handlung – Teil 2)
- 2001: Hier kommt Bush! (That’s My Bush!, Fernsehserie, Folge 1x08)
- 2002: Lizzie McGuire (Fernsehserie, Folge 2x20)
- 2002–2009: Lass es, Larry! (Curb Your Enthusiasm, Fernsehserie, 13 Folgen)
- 2003: King of Queens (The King of Queens, Fernsehserie, Folge 5x22 Der Affenjunge)
- 2004: Meine Frau, ihre Schwiegereltern und ich (Meet the Fockers)
- 2005: Grey’s Anatomy (Fernsehserie, Folge 2x08 Romeo und Julia)
- 2006: Liebe braucht keine Ferien (The Holiday)
- 2006–2008: Boston Legal (Fernsehserie, 11 Folgen)
- 2007: Entourage (Fernsehserie, Folge 3x17 Die Rückkehr des Königs)
- 2008: Leg dich nicht mit Zohan an (You Don’t Mess with the Zohan)
- 2008: Hannah Montana (Fernsehserie, Folge 3x03 Der Zahnarzttermin)
- 2009: CSI: NY (Fernsehserie, Folge 5x22 Relikt)
- 2009: Raising the Bar (Fernsehserie, Folge 2x02)
- 2012: Hawaii Five-0 (Fernsehserie, Folge 3x07 Ahnungslos)

## Diskografie
- Inside Shelley Berman (1959)
- Outside Shelley Berman (1959)[2]
- The Edge of Shelley Berman (1960)[2]
- A Personal Appearance (1961)[2]
- New Sides (1963)[2]
- The Sex Life of The Primate (And Other Bits of Gossip) (1964)[2]
- Let Me Tell You a Funny Story (1968)[2]
- Live Again! Recorded at the Improv (1995)[2]
- To Laughter with Questions (2013)[2]
- When Jews Were Funny (2013)[2]